# All U Need Is Luv
「All U Need Is Luv」は、黒沢薫（ゴスペラーズ）の7年ぶりとなるソロ作。2022年8月12日に配信リリースされた。

## 概要
本作にはShin Sakiuraがアレンジしたダンサブルなシティーソウルナンバー『Honey』、松尾潔が作詞し、MANABOONがアレンジした『薫風』、現在の社会情勢や若者へのメッセージソングとして制作した『Wake Up feat. SKY-HI』の全3曲が収録された。
また、ソロライブツアー『黒沢 薫 Billboard Live Tour 2022 “All U Need Is Luv”』がリリースと併せて行われた。

## 収録曲
1. Honey [3:42]
作詞・作曲：黒沢薫
編曲：Shin Sakiura
  - 2020年代のトレンドを踏まえて、低音を目立たせず、ダンサブルなビートを打ち出した曲となっている。
2. Wake Up feat.SKY-HI [4:03]
作詞：SKY-HI、黒沢薫
作曲：黒沢薫、太田貴之
編曲：太田貴之
  - この曲は2018年時点で完成していたが、現在の状況に合わせて、SKY-HIと共に再び歌詞を書き直しアレンジを加えたものである。
3. 薫風 [4:21]
作詞：松尾潔
作曲：黒沢薫
編曲：MANABOON